# Geestland
Geestland ist eine Stadt im niedersächsischen Landkreis Cuxhaven, die am 1. Januar 2015 aus der Fusion der Stadt Langen und der Samtgemeinde Bederkesa entstanden ist. Sie ist nach der Stadt Cuxhaven die Gemeinde mit der zweithöchsten Einwohnerzahl im Landkreis Cuxhaven. Geestland gehört mit seiner Fläche von 356,58 km² zu den flächengrößten Städten in Deutschland.

## Geografie

### Lage
Die Stadt Geestland grenzt im Nordwesten an die Gemeinde Wurster Nordseeküste und an die Außenweser im Bereich ihrer Mündung in die Nordsee, im Norden an die Samtgemeinde Land Hadeln, im Nordosten an die Samtgemeinde Börde Lamstedt, im Osten an den Landkreis Rotenburg (Wümme) und im Süden an die Stadt Bremerhaven sowie die Gemeinden Beverstedt und Schiffdorf. Im Süden grenzt die Stadt zudem an den Fluss Geeste.

### Stadtgliederung

Die Ortschaften der Stadt Geestland

Die Stadt Geestland besteht aus 16 Ortschaften, welche sich aus den Ortschaften der ehemaligen Stadt Langen und den Mitgliedsgemeinden der ehemaligen Samtgemeinde Bederkesa zusammensetzen.
- Bad Bederkesa (niederdeutsch Beers) (mit den Ortsteilen Ankelohe (niederdeutsch Ankloh) und Fickmühlen (niederdeutsch Fickmöhlen))
- Debstedt (niederdeutsch Debst)
- Drangstedt (niederdeutsch Drangst)
- Elmlohe (niederdeutsch Elm) (mit Marschkamp (niederdeutsch Maschkamp))
- Flögeln
- Holßel (niederdeutsch Holsseln)
- Hymendorf (niederdeutsch Hemendörp)
- Imsum (niederdeutsch Imßen)
- Köhlen (mit Desebreck, Köhlen-Dorf, Stühbusch und Vorm Moor)
- Kührstedt (niederdeutsch Kührst) (mit Alfstedt (niederdeutsch Alfst))
- Krempel (niederdeutsch Krümpel)
- Langen
- Lintig (mit Meckelstedt (niederdeutsch Meckelst) und Großenhain (niederdeutsch Grotenhain))
- Neuenwalde (niederdeutsch Niewohl)
- Ringstedt (niederdeutsch Ringst) (mit Hainmühlen (niederdeutsch Hainmöhlen) und Wüstewohlde (niederdeutsch Wisswohl))
- Sievern

### Nachbargemeinden
| Wurster Nordseeküste | Wanna Steinau                               | Stinstedt          |
|                      | Kompassrose, die auf Nachbargemeinden zeigt | Armstorf           |
| Bremerhaven          | Schiffdorf Beverstedt                       | Ebersdorf Hipstedt |

## Geschichte
Seit 2011 waren Bederkesa und Langen bestrebt zu fusionieren, aufgrund von Hilfen des Landes zur Entschuldung der Kommunen, die sich zusammenschließen. Die Fusion wurde im August 2012 mit dem Gebietsänderungsvertrag zum Abschluss gebracht. Das Gesetz über die Neubildung der Stadt Geestland brachte die Überlegungen zu einem Abschluss.
Geestland gewann den Deutschen Nachhaltigkeitspreis 2017 in der Kategorie Städte und Gemeinden mittlerer Größe (zweite Auszeichnung 2021), den Deutschen lokalen Nachhaltigkeitspreis ZeitzeicheN und den sportlichen Städtewettbewerb Mission Olympic von 2014.

### Name
Der erste Namensvorschlag für die neue Stadt lautete Wesermünde. Das lehnte Bremerhaven ab, da die Seestadt selbst von 1924 bis 1947 den Namen Wesermünde trug, und so Verwechselungen vermieden würden. Zudem stünde der Name „in eklatantem Widerspruch zur tatsächlichen geografischen Lage“, da nur Imsum an der Weser liegt. Der Name widerspreche daher der vom Gesetzgeber geforderten klaren Informationsfunktion. Für Langen und Bederkesa war diese Argumentation nicht nachzuvollziehen, da ein Teil der entstehenden Stadt im ehemaligen Landkreis Wesermünde liegt. Nach den Diskussionen verschiedener Namensvorschläge beschlossen die Räte am 23. April 2012 mit über 90 % für den Namen Geestland.

Der Name ist von der Landschaftsform Geest hergeleitet.

### Einwohnerentwicklung
| Jahr      | 2015   | 2020   |
| --------- | ------ | ------ |
| Einwohner | 30.936 | 30.966 |

## Politik

### Rat
Der Rat der Stadt Geestland besteht aus 38 Ratsfrauen und Ratsherren. Dies ist die festgelegte Anzahl für eine Gemeinde mit einer Einwohnerzahl zwischen 30.001 und 40.000 Einwohnern. Die Ratsmitglieder werden durch eine Kommunalwahl für jeweils fünf Jahre gewählt. Die aktuelle Amtszeit begann am 1. November 2021.
Stimm- und sitzberechtigt im Rat ist außerdem der hauptamtliche Bürgermeister.
Die Kommunalwahl zum aktuellen Rat fand am 26. September 2021 statt. Das nebenstehend dargestellte Ergebnis führte zu der in der Tabelle wiedergegebenen Sitzverteilung. Die Tabelle zeigt auch die Sitzverteilung nach der Wahl 2014 und die inzwischen (März 2022) vom Bürgerinformationssystem Allris.net für Geestland genannte Sitzverteilung.
| Partei / Liste           | 2014     | 2021     | 2022     |
| CDU                      | 21 Sitze | 18 Sitze | 18 Sitze |
| SPD                      | 11 Sitze | 10 Sitze | 10 Sitze |
| Grüne                    | 2 Sitze  | 4 Sitze  | 3 Sitze  |
| Bürgerfraktion Geestland | 2 Sitze  | 2 Sitze  | 2 Sitze  |
| FDP                      | 0 Sitze  | 1 Sitz   | 1 Sitz   |
| AfD Niedersachsen        | 1 Sitz   | 2 Sitze* | 0 Sitze  |
| Die Linke                | 1 Sitz   | 1 Sitz   | 1 Sitz   |
| parteilos                |          |          | 1 Sitz   |

- nur ein Sitz besetzt

### Bürgermeister
Im November 2014 wurde Thorsten Krüger (SPD) ohne Gegenkandidaten mit 79,84 % der gültigen Stimmen zum hauptamtlichen Bürgermeister gewählt.

Bei der Kommunalwahl im September 2021 wurde Krüger im Amt bestätigt und setzte sich mit 81,82 % der Stimmen durch.
Seit Anfang 2023 ist Krüger Landrat im Landkreis Cuxhaven. Am 5. März 2023 wurde Gabi Kasten (CDU) zur neuen Bürgermeisterin der Stadt Geestland gewählt.

### Wappen
| Wappen von Geestland | Blasonierung: „Schräg geteilt durch einen silbernen (weißen) Wellenbalken, unten in Blau ein goldenes (gelbes) Sonnenrad, oben in Rot ein schrägliegender silberner (weißer) Schlüssel mit dem Bart nach oben.“ |
| Wappen von Geestland | Wappenbegründung: Der Schlüssel ist dem Wappen der Stadt Bremen entlehnt, er ist das Attribut des hl. Petrus, der Schutzpatron des Erzbistums Bremen. Zur Stadt Bremen gehörte von 1381 bis 1654 der größte Teil des Stadtgebietes. Das Sonnenrad aus dem Wappen der Stadt Langen weist auf die zahlreichen Ausgrabungen aus altgermanischer Zeit im Gebiet der Stadt Langen hin. Der silberne Wellenbalken symbolisiert die Weser. Die Farben Silber und Rot sind die Farben des Bistums und der Stadt Bremen. Die Farben Blau und Gold beziehen sich auf die Landesfarben des Königreichs Schweden, zu der das Herzogtum Bremen, in dem das heutige Stadtgebiet lag, von 1648 bis 1719 gehörte. |

### Flagge
|  | 00Hissflagge: „Die Flagge ist rot-blau schräg geteilt, belegt mit einem weißen Schrägbalken und dem aufgelegten Wappen in der Mitte des Tuches.“ |

### Partnerschaften
Seit 2013 pflegt die Stadt Geestland im Rahmen einer Initiative von Engagement Global eine Klimapartnerschaft mit dem Distrikt Leribe in Lesotho. Bereits seit vielen Jahren besteht eine Verbindung über eine im Geestländer Ortsteil Langen existierende Lesotho-Gruppe und durch die Partnerschaft zweier Grundschulen in den beiden Gemeinden. Nach mehreren gegenseitigen Besuchen der Klimapartnerschafts-Delegationen sind beidseitige Klimaschutzmaßnahmen geplant. So soll durch Aufforstung und den Bau von Anlagen zur Entschleunigung des abfließenden Wassers die durch die heftigen Niederschläge in der Regenzeit geförderte Bodenerosion im Distrikt Leribe verringert werden. Zudem wurden ab 2015 verschiedene Streuobstwiesen angelegt. Des Weiteren wird an einem Projekt für ein verbessertes Abfallmanagement gearbeitet. 2021 wurde Geestland zum zweiten Mal mit dem Deutschen Nachhaltigkeitspreis ausgezeichnet.
Im Rahmen des Kommunalen Wissenstransfers Maghreb-Deutschland unterhält Geestland eine Partnerschaft mit der Stadt Tozeur in Tunesien.

## Kultur und Sehenswürdigkeiten

### Bauwerke (Auswahl)
und bei den jeweiligen Ortsteilen.
- Amtshaus (Bederkesa) von 1740 mit Amtsscheune (19. Jahrhundert)
- Bülzenbett in Sievern als Megalithanlage der neolithischen Trichterbecherkultur
- Burg Bederkesa (15. Jahrhundert) mit Bederkesaer Roland (um 1600) und Museum
- Dionysiuskirche Debstedt der spätromanik von um 1200
- Großsteingräber bei Hainmühlen
- Großsteingräber bei Ankelohe
- John Wagener Haus in Sievern
- Jüdischer Friedhof Bederkesa von 1754
- Kloster Neuenwalde von 1334 bzw. 17. Jahrhundert
- Ochsenturm von 1218 in Imsum
- Pipinsburg (Sievern) von um 1000
- Rittergut Valenbrook in Fickmühlen
- St. Jacobus (Holßel) vom 12. Jahrhundert, 1734 erneuert
- Wassermühle Hainmühlen von 1829
- Windmühle Bederkesa von 1881
- Windmühle Lintig von 1872 bzw. 1984

### Parks und Natur
- Bederkesaer See
- Kurpark Bad Bederkesa
- Langer Berg von Langen
- Park Friedrichsruh in Langen

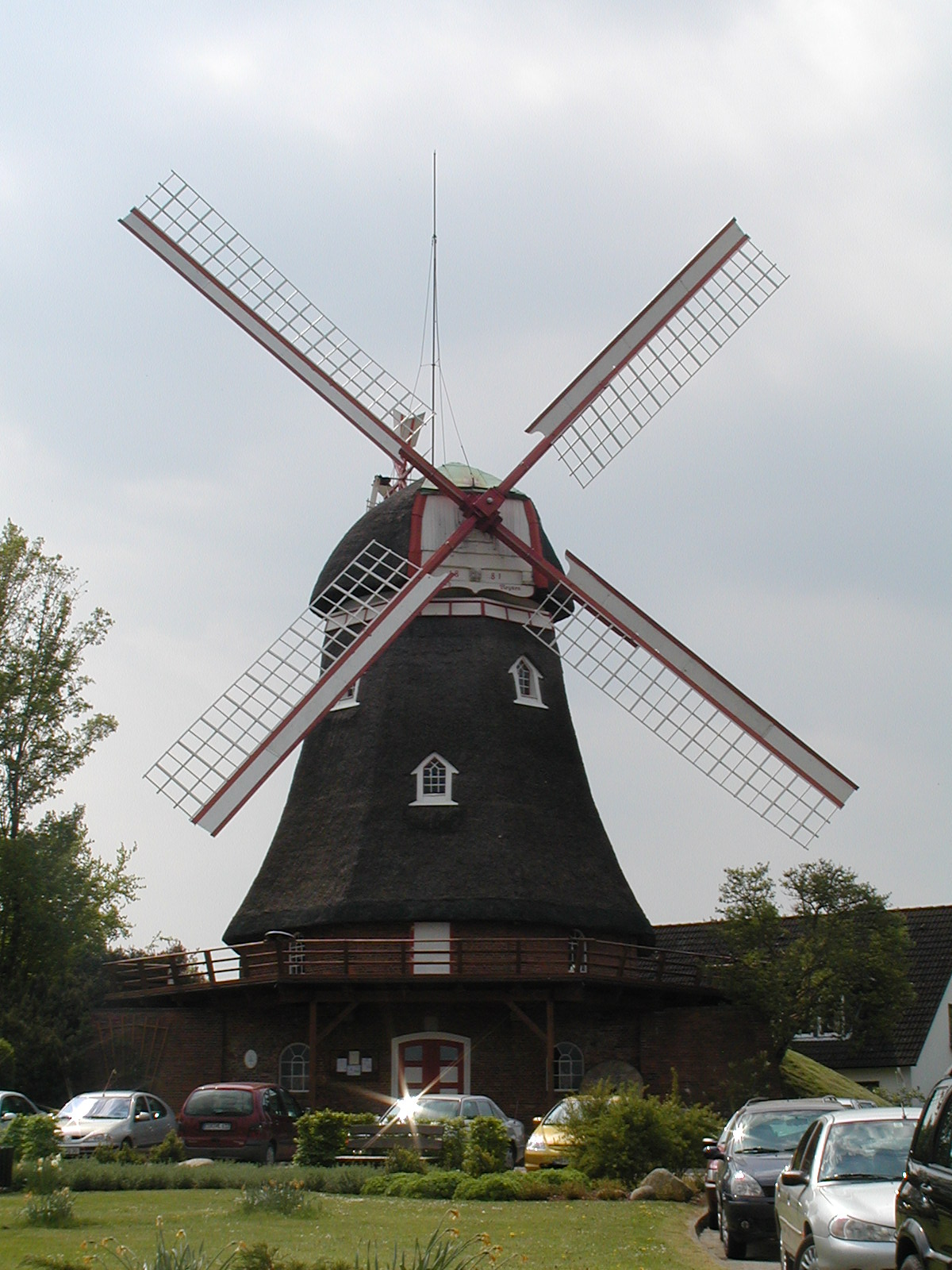
Die Mühle in Bederkesa
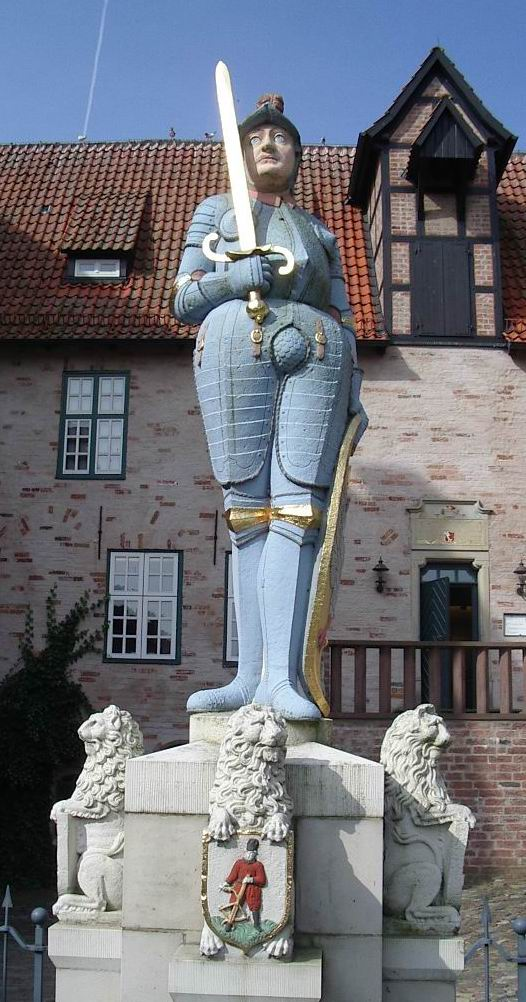
Roland vor der Burg
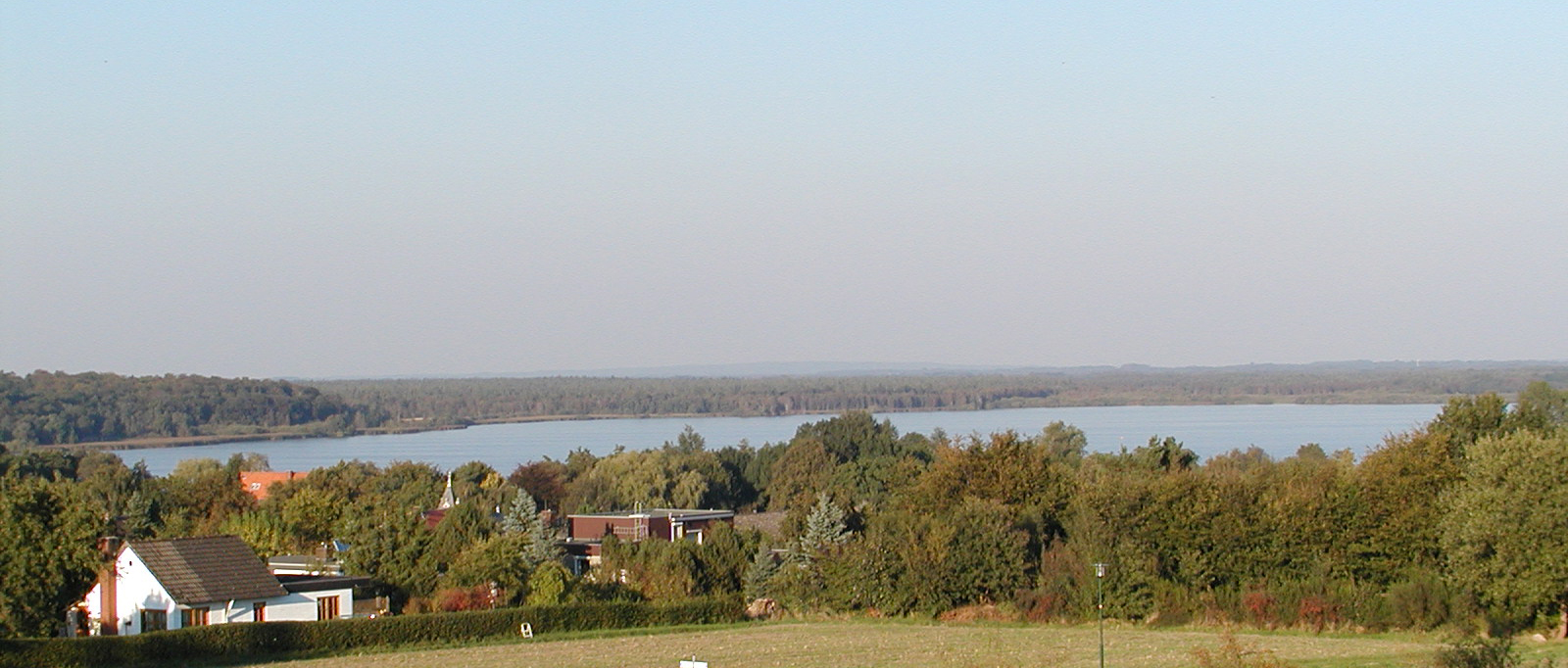
Der Bederkesaer See aus der Ferne
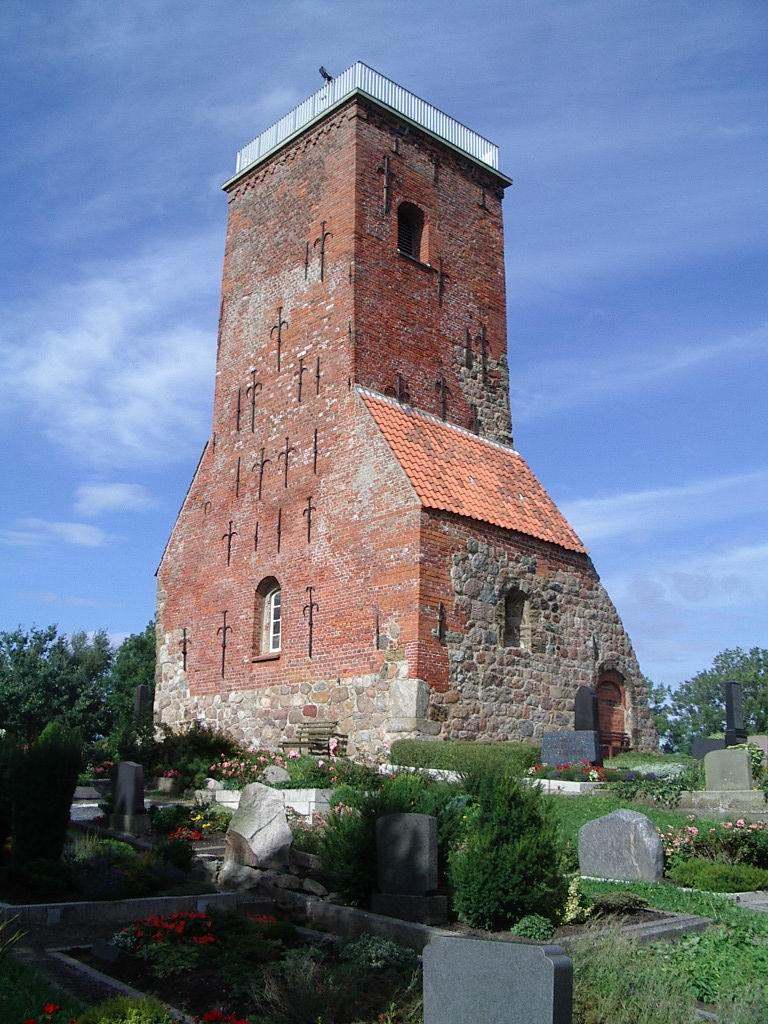
Ochsenturm von Imsum
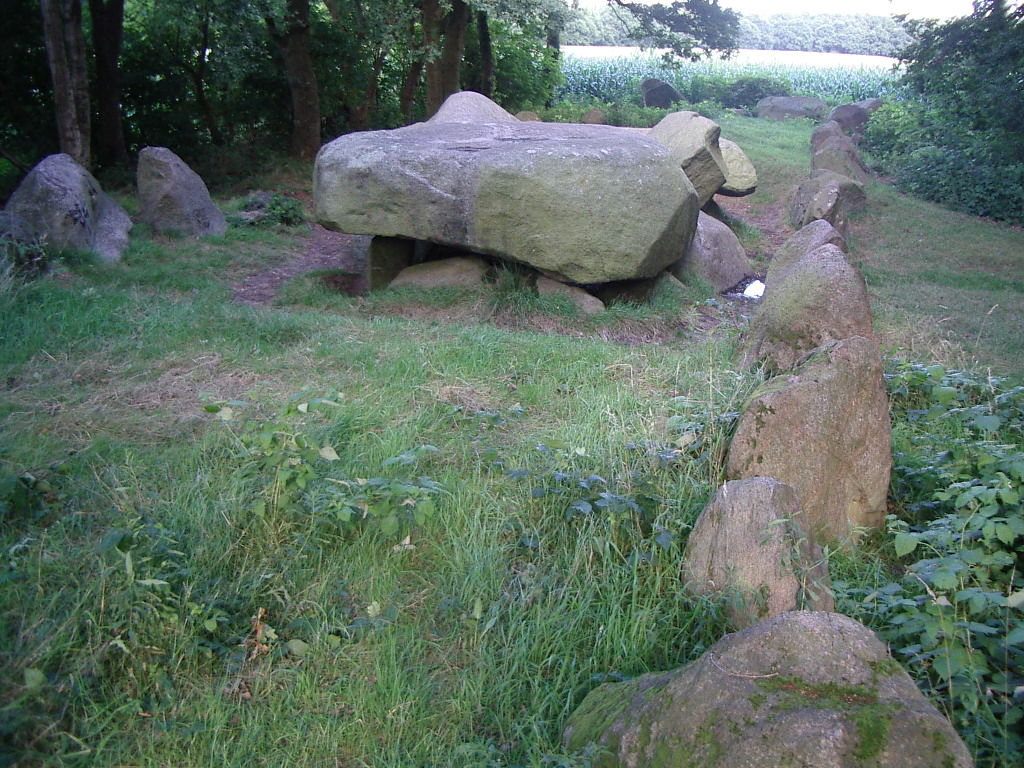
Bülzenbett bei Sievern, Großsteingrab der Trichterbecherkultur

## Wirtschaft und Infrastruktur

### Wirtschaft
Bad Bederkesa hat als Luftkurort und Moorheilbad einen starken touristischen Wirtschaftsbereich.
Langen als Grundzentrum mit mittelzentraler Teilfunktion ist wirtschaftlich stark mit Bremerhaven verbunden; hier arbeiten viele Einwohner.
Die weiteren Ortschaften sind geprägt durch die Land- und Forstwirtschaft. Darüber hinaus arbeiten viele Einwohner in Bremerhaven.

### Öffentliche Einrichtungen
- Rathaus in Langen und Bad Bederkesa
- Stadtbücherei Langen
- Freiwillige Feuerwehren in Bad Bederkesa, Debstedt, Hymendorf, Holssel, Imsum, Köhlen, Krempel, Langen, Neuenwalde, Fickmühlen, Kührstedt/Alfstedt, Lintig/Meckelstedt, Großenhain, Drangstedt, Ankelohe, Hainmühlen, Elmlohe, Flögeln, Ringstedt und Sievern
- Polizeistation in Langen
- Amtsgericht in Langen
- OurHouse des Ev. Kirchenkreisjugenddienstes Bederkesa im ehemaliges Schulgebäude Bergstraße 4

### Bildung
Grundschulen
- Grundschule Bederkesa
- Grundschule Drangstedt-Elmlohe
- Grundschule am Hinschweg
- Grundschule am Wilden Moor
- Grundschule Neuenwalde

Sekundarstufe I und II
- Gymnasium Langen
- Oberschule Langen
- Oberschule Bederkesa An der Mühle
- Niedersächsisches Internatsgymnasium (NIG, Gymnasium in Bederkesa).

Förderschulen
- Schule Am Wiesendamm (Förderschwerpunkt geistige Entwicklung)

### Kirchen, Religionen
Evangelisch
Die meisten konfessionell gebundenen Einwohner gehören der evangelisch-lutherischen Kirche an. Die Kirchgemeinden gehören zur Landeskirche Hannover.
- St.-Jacobi-Kirche (Bad Bederkesa)
- Dionysiuskirche in Debstedt
- Kirche Unserer Lieben Frau zu Elmlohe
- St.-Pauli-Kirche in Flögeln
- St.-Petri-Kirche in Langen
- Kirchengemeinde in Neuenwalde
- Holßel und Ringstedt mit jeweils einer evangelisch-reformierte Kirchengemeinde gehören zur Evangelisch-reformierten Kirche.

Katholisch
Die römisch-katholischen Christen gehören zum Dekanat Bremerhaven des Bistums Hildesheim.
- St.-Benedikt-Kapelle in Bad Bederkesa

Weitere
Es gibt auch Angehörige von Freikirchen (Neuapostolische Kirche) sowie islamische Einwohner.

### Sportvereine
| - FC Geestland - DLRG-Ortsgruppe Samtgemeinde Bederkesa - GTC Blau-Gold Phoenix - Hymendorfer SV - Langener Tennis-Club - Radsportverein Unterweser Michael Rache - Reit- und Voltigier Club Neuenwalde - Reitverein „Frei Weg“ Bederkesa-Meckelstedt - Reitverein Langen - SV Meckelstedt - SV Rot Weiß Köhlen | - Schützenverein Alfstedt - Schützenverein Ankelohe - Schützenverein Bederkesa - Schützenverein Debstedt - Schützenverein Holßel - Schützenverein Köhlen - Schützenverein Langen - Schützenverein Meckelstedt - Schützenverein Neuenwalde - Schützenverein Ringstedt - TV Gut Heil Ankelohe - TV Langen | - TSV Bederkesa - TSV Debstedt - TSV Drangstedt - TSV Flögeln - TSV Holßel - TSV Imsum - TSV Krempel - TSV Kührstedt - TSV Neuenwalde - TSV Sievern - Wassersportverein Bederkesa |

### Verkehr

#### Straße
Geestland liegt an der Bundesautobahn 27 von Bremerhaven nach Cuxhaven. Hier bestehen die Anschlussstellen Debstedt und Neuenwalde.

#### Bahn
Ein Bahnhof mit öffentlichem Personenverkehr ist nicht vorhanden. Die nächstgelegenen Personenhalte sind Wremen an der Bahnstrecke Bremerhaven–Cuxhaven und Bremerhaven-Lehe an der Bahnstrecke Bremen–Bremerhaven. Beide Bahnhöfe werden im Stundentakt von der Regionalbahn RB 33 Buxtehude – Bremervörde – Bremerhaven – Cuxhaven angefahren. Der Bahnhof Bremerhaven-Lehe ist außerdem Endpunkt der Regio-S-Bahn-Linie RS 2 sowie der Regional-Expresslinien RE 8 und RE 9.
Auf dem Stadtgebiet befinden sich die Bahnstrecken Bremerhaven–Cuxhaven und die Museumsbahn Bremerhaven–Bederkesa. Seit 2023 prüft das Land Niedersachsen, ob die Bahnstrecke Bremerhaven–Bederkesa wieder reaktiviert werden kann. Im März 2025 wurde bekanntgegeben, dass die Strecke zusammen mit fünf weiteren Strecken in Phase 3 aufrückt und eine Reaktivierung angestrebt wird. Von allen untersuchten Strecken ist diese dabei die in der Wirtschaftlichkeitsberechnung am besten von allen bewerteten.

#### ÖPNV
Die Stadt Geestland gehört zum Tarifgebiet des Verkehrsverbundes Bremen/Niedersachsen (VBN). Während die Stadt Langen vor der Gemeindefusion schon dem VBN angehörte, wurde der Einzugsbereich der ehemaligen Samtgemeinde Bederkesa erst zum 1. Januar 2016 als gesonderte Tarifzone eingegliedert. Vorher galt in den Gemeindeteilen der Tarif der Verkehrsgemeinschaft Nordost-Niedersachsen (VNN).
Die Ortsteile Langen, Debstedt und Imsum werden von Stadtbuslinien der Bremerhavener Versorgungs- und Verkehrs-GmbH (BVV) erschlossen.
Von 1919 bis 1958 fuhr die Straßenbahn nach Langen. Die Strecke war eingleisig mit Ausweichen ausgeführt (siehe nebenstehenden Plan).
Von 1961 bis 1980 wurden Omnibusse auf dem VGB-Betriebshof an der Stadtgrenze zu Bremerhaven gewartet, weil der Straßenbahnhof Lehe für die Erweiterung und Modernisierung des zusätzlichen Busfuhrparks nicht geeignet war. Das Gelände an der Stadtgrenze war ab 1958 auch neue Endhaltestelle der Straßenbahnlinie 2.
Im Bereich Bad Bederkesa wird bis 2024 ein Linienbündel von einer Unternehmenskooperation betrieben. Sie besteht aus der KVG Stade, dem Omnibusbetrieb Wilhelm Giese Nachf. GmbH (Beverstedt), dem Reisedienst von Rahden GmbH & Co. KG (Schwanewede), der Buspunkt GmbH (Beverstedt), der Eisenbahnen und Verkehrsbetriebe Elbe-Weser GmbH, der Autobus Stoss GmbH (Bremervörde) sowie der Maass Reisen GmbH (Cuxhaven). Die KVG Stade und die Firma Giese teilen sich dabei den Betrieb einer  Hauptlinie.
Zwei Buslinien führen über die Stadt Geestland hinaus und gehören in die Zuständigkeit der KVG Stade. Die zweite Firma Maass (Cuxhaven) ist seit 2022 nicht mehr im Linienverkehr tätig.

#### Straßenbeleuchtung
Langen war die erste Kommune Deutschlands, die ihre Straßenbeleuchtung komplett auf LED-Technologie umrüstete. Für dieses Pionierprojekt wurde der Stadt 2012 der Green Light Award der Europäischen Kommission verliehen. Im Zuge des Fusionsprozesses der Stadt Langen mit der Samtgemeinde Bederkesa wurde das Projekt auf das Samtgemeindegebiet ausgeweitet. Seit 2016 rüstet Geestland alle seine Leuchtpunkte an den Straßen mit einer intelligenten Steuerung aus, die den Energiebedarf nochmal deutlich senkt.

## Persönlichkeiten
Die Persönlichkeiten aus Geestland oder mit Geestland verbunden finden sich in den Artikeln der einzelnen Stadtteile:
| - Bad Bederkesa - Debstedt - Drangstedt - Flögeln | - Holßel - Imsum - Köhlen - Kührstedt | - Langen - Lintig - Neuenwalde - Sievern |